# Tofanga
Tofanga (auch: Tofaga, Tofonga)  ist eine Insel in Haʻapai im Pazifik. Sie gehört politisch zum Königreich Tonga.

## Geografie
Das Motu liegt an der Südspitze der Riffkrone, die von ʻUiha herkommt.
Zusammen mit Uanukuhahaki und Uanukuhihifu gehört sie zur selben Riffkrone.

## Klima
Das Klima ist tropisch heiß, wird jedoch von ständig wehenden Winden gemäßigt. Ebenso wie die anderen Inseln der Haʻapai-Gruppe wird Tofanga gelegentlich von Zyklonen heimgesucht.